# Svi na pod!
Svi na pod! je beogradski pop muzički sastav. Jedni su od predstavnika nove srpske scene. Ime benda je nastalo od jednog fanzina sa početka 1990-ih koji je karikirao tadašnje stanje u kulturi. Postavku benda čine:
- Nevena Ivanović (vokal)
- Petar Rudić (laptop matrice)
- Ivan Mihajlović (bass)
- Ivan Mirković (gitara)
- Nebojša Zulfikarpašić (gitara)
- Džamal el Kisvani (saksofon i flauta)
- Goran Milošević (bubnjevi)

Bojana Vunturišević je bend napustila 2015. godine.
Pesmom „Zlato“, obradom benda Vještice, osvojili su treće mesto godišnje liste 2008. godine. Neke od njihovih poznatih pesama jesu „Bugi vugi“, „Iza nas“, „Ćao Nevena“, „Bez plana“, „Ljubavi“ i mnoge druge. Na godišnjem izboru Studija B Svi na pod! su izglasani za najbolji bend na domaćoj sceni u 2009. godini. Njihov prolećni koncert u velikoj sali beogradskog Doma omladine je izabran je od strane čitalaca internet magazina Popboks za najbolji domaći koncert u 2010. godini. Odskora su prilično aktivni u eks-ju regionu.

## Spoljašnje veze
- Svi na pod! na Majspejsu
- Svi na pod! na Last FM
- Intervju: Svi na pod! Архивирано на веб-сајту  (7. септембар 2013)